# Karl Weiß (Pädagoge)
Karl Weiß (* 22. Juni 1895 in Weimar; † 27. Juli 1959 in der Bretagne) war Schulleiter des Theodor-Heuss-Gymnasiums in Heilbronn.
Er besuchte die Volksschule und das Gymnasium in Weimar und studierte Philologie an den Universitäten Berlin, Lausanne und Jena. In Jena wurde sein Studium vom Ersten Weltkrieg unterbrochen, an dem er an Schauplätzen in Frankreich teilnahm. 1920 legte er in Jena das erste Staatsexamen ab, 1921 wurde er mit magna cum laude Dr. phil., 1922 schloss sich in Jena das zweite Staatsexamen an. Als Assessor war er anschließend an Gymnasien in Rudolstadt und Weimar, außerdem an der Aufbauschule in Eisenach. Ab 1924 war er Studienrat an der Deutschen Aufbauschule in Weimar, wo er Deutsch, Französisch und Englisch unterrichtete. Zeitgleich wirkte er noch an einer von seinem Vater gegründeten Frauenoberschule.
Im Zweiten Weltkrieg nahm er als Reserveoffizier und zuletzt als Major und Bataillonskommandant abermals an Schauplätzen in Frankreich teil. Sein Sohn aus erster Ehe starb an der Ostfront. Weiß geriet am 15. November 1944 in Lothringen in Kriegsgefangenschaft, aus der er im Herbst 1945 entlassen wurde.
Nach dem Zweiten Weltkrieg war er zunächst von 1946 bis 1951 am Parler-Gymnasium in Schwäbisch Gmünd als Oberstudienrat tätig, bevor er am 1. August 1951 als Oberstudiendirektor und Schulleiter an das Heilbronner Theodor-Heuss-Gymnasium berufen wurde, dessen historisches Gebäude beim Luftangriff auf Heilbronn zerstört worden war und das bis zur Fertigstellung eines Neubaus für den größten Teil von Weiß’ Amtsdauer in dem Gebäude des Robert-Mayer-Gymnasiums untergebracht war. Bei der Eröffnung des Neubaus des Theodor-Heuss-Gymnasiums am 29. März 1958 erhielt Weiß aus der Hand von Bundespräsident Theodor Heuss das Bundesverdienstkreuz verliehen.
Er verstarb unerwartet bei einem Sommerurlaub in der Bretagne und wurde am 31. Juli 1959 in Anwesenheit von Theodor Heuss in Heilbronn bestattet.